# Bejucal (sito archeologico)
Bejucal è un sito archeologico Maya situato nel dipartimento di Petén in Guatemala. Si trova a 7 km nord-est rispetto a El Zotz ed era un vassallo di quella città. Si crede che il sito risalga alla seconda metà del quarto secolo.

## Zona
Il sito si trova all'interno del municipio di San José, in un biotopo nel dipartimento di Petén. Il biotopo fa parte della riserva della biosfera maya, confinante a est con il parco di Tikal. Bejucal si trova a 20 km di distanza da Tikal.

## Storia
Bejucal era la capitale originale della dinastia reale che in seguito esercitò il proprio comando da El Zotz, trasferendo la capitale a quella città.
Il generale Siyaj K'ak' ("Fuoco Nato"), proveniente da Teotihuacan, conquistò Bejucal nel quarto secolo, assieme ad altri siti vicini come Tikal. Un testo presente sul sito spiega che Siyaj K'ak' era un comandante di Bejucal nell'anno 381. La stele 1 di Bejucal spiega che Siyaj K'ak' era anche il comandante di El Zotz. A partire da quel periodo i re di Bejucal iniziarono a considerarsi come vassalli di Tikal, usando la frase y ajaw, che significa "signore subordinato".
Le iscrizioni a Bejucal risalgono a un periodo compreso in 40 anni, dal 356 circa al 396. La brusca interruzione di produzione di iscrizioni al sito negli anni seguenti è probabilmente stata causata dall'espansione e dall'influenza di Tikal.
Negli anni '70, Ian Graham visitò Bejucal, e registrò dati riguardanti due stele e un altare scolpito.